# Ginette Martenot
Ginette Martenot (* 27. Januar 1902 in Paris; † 6. September 1996 in Neuilly-sur-Seine) war eine französische Pianistin, Ondes-Martenot-Spielerin und Musikpädagogin.

## Leben und Wirken
Martenot war ein musikalisches Wunderkind. Sie trat bereits fünfjährig als Pianistin auf und wurde von ihrer älteren Schwester Madeleine Martenot unterrichtet. Auf Empfehlung von Lazare Lévy wurde sie sechzehnjährig in die Klasse für Kontrapunkt, Fuge und Komposition von André Gedalge am Pariser Konservatorium aufgenommen. Sie unterrichtete an der Musikschule ihrer Schwester und folgte daneben ihren weit gefächerten Interessen. So befasste sie sich mit den Forschungen Marie Jaëlls zum Tastempfinden, begeisterte sich für die Filmaufnahmen Louta Nounbergs, auf denen sie die Spieltechnik berühmter Pianisten studieren konnte, besuchte Interpretationskurse von Alfred Cortot und Pablo Casals, nahm Malunterricht und studierte an der Sorbonne Ethnologie bei Marcel Jousse.
Im Jahr 1928 begleitete sie im Saal der Pariser Oper ihren Bruder Maurice Martenot auf dem Klavier, als dieser die von ihm erfundenen Ondes Martenot dem Publikum vorstellte. Bei der Weltfachausstellung Paris 1937 leitete sie ein Orchester aus sechzehn Ondes Martenot, mit dem sie 72 Auftritte bestritt, und wurde hierfür mit dem Großen Preis der Ausstellung ausgezeichnet.
Auch in den folgenden Jahren widmete sich Martenot bei Konzerten auf fünf Kontinenten der Förderung der Erfindung ihres Bruders. Sie wandte sich in dieser Zeit auch verstärkt den Kompositionen zeitgenössischer Musiker zu, deren Werke sie zur Aufführung brachte und erhielt 1957 den Grand Prix du Disque für ihre Aufnahme von André Jolivets Suite Delphique. Daneben verfolgte sie weiterhin ihre pädagogischen Interessen. Unter dem Einfluss von Louise Artus führte sie an der Musikschule ihrer Schwester eine Abteilung für bildende Kunst ein. Sie veröffentlichte mehrere Lehrwerke, darunter die mehrbändige Étude Vivante du Piano (mit ihrer Schwester), den dreibändigen Cours Supérieur d’Interprétation de Bach à Messiaen und Méthode de Travail. Ihre Ideen der Erziehung durch bildende Kunst wurde von Falk-Vayrand in dem Band Méthode de Dessin, Peinture, Modelage dargestellt.